# Карлебах, Эфраим
Эфраим Карлебах (12 марта 1879, Любек — 4 октября 1936, Рамат-Ган, Тель-Авивский округ) — немецкий ортодоксальный раввин.

## Биография
Карлебах принадлежал к известной семье немецких раввинов. Его отец Саломон Карлебах (1845–1919) был раввином в Любеке. У него было семь братьев и четыре сестры. Он посещал школу Katharineum в Любеке, где подружился со своим одноклассником Томасом Манном, по воспоминаниям последнего.
Четверо его братьев также были раввинами. Это были Эмануэль Карлебах (1874–1927), Йозеф Карлебах (1883–1942), Давид Карлебах (1885–1913) и Хартвиг Нафтали Карлебах (1889–1967). Карлебах наиболее известен своей работой по основанию ортодоксальных еврейских школ в Германии, особенно в Лейпциге, с 1900 года. Он был ведущей фигурой в строительстве еврейской средней школы и синагоги Эц Хаим.
В 1924 году он был назначен главным ортодоксальным раввином Лейпцига. В 1935 году Карлебах переехал в Подмандатную Палестину, где и умер в 1936 году. Его сын Эсриэль Карлебах был основателем и первым редактором газеты «Маарив». Его племянник Шломо Карлебах был известен как «Поющий раввин».

## Память

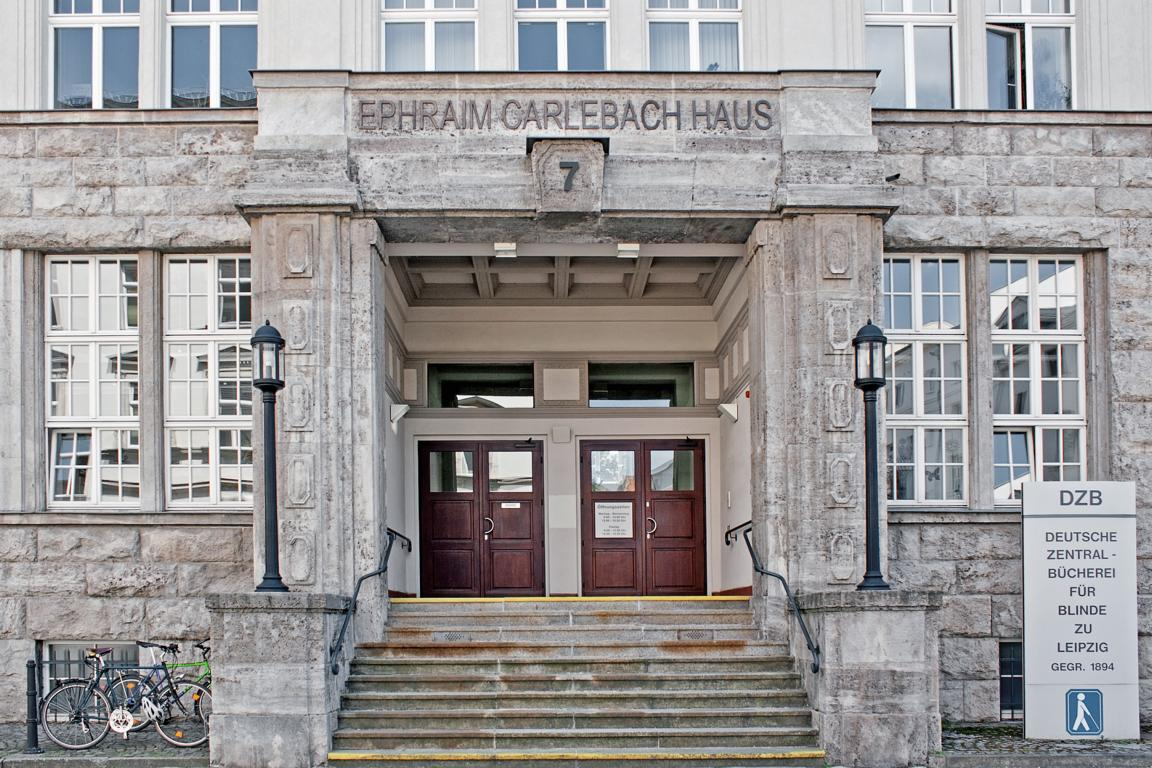
Дом Эфраима Карлебаха в Лейпциге

В 1992 году в Лейпциге был основан Фонд Эфраима Карлебаха в его память, в попечительский совет которого вошёл его племянник, раввин и почётный гражданин Любека Феликс Ф. Карлебах. В Лейпциге улица Карлебахштрассе в Мокау на северо-востоке города была в 1992 году названа в честь Эфраима Карлебаха. В его родном городе Любеке парк Карлебах в университетском районе посвящён памяти членов раввинской семьи Любека.